# Kijiji

Logo von Kijiji in Kanada

Logo von Kleinanzeigen in Deutschland seit 2023

Kijiji (gesprochen: Ki-dschi-dschi) ist der Name einiger regionaler Online-Kleinanzeigen-Portale und ein Markenname des niederländischen Unternehmens Marktplaats, einer Tochtergesellschaft von Adevinta. In Deutschland trat das Portal als Kijiji und ab Ende 2009 als eBay Kleinanzeigen auf. Im Mai 2023 erfolgte die Umbenennung zu Kleinanzeigen.

## Name
Der Name steht in der Sprache der Suaheli für eine Zeltstadt oder ein Dorf. Die Gesellschaft mit beschränkter Haftung betreibt als Internetdienstanbieter weltweit auf länderspezifischen Websites unter verschiedenen Namen regionale Kleinanzeigen-Portale. So heißt die Plattform beispielsweise in den Vereinigten Staaten eBay Classifieds, in Großbritannien Gumtree und in den Niederlanden Marktplaats. Unter diesem Namen betreibt Marktplaats u. a. auf dem belgischen, dem kanadischen, dem taiwanischen und dem türkischen Markt nach wie vor solche Internetpräsenzen.

## Geschichte
Im Jahr 2004 erwarb eBay für 16 Millionen US-Dollar eine Minderheitsbeteiligung von gut 28 Prozent an Craigslist von dessen seinerzeitigem Inhaber Philip Knowlton. Anfang März 2005 gründete der Konzern dann, zunächst unter dem Dach einer irischen Betreibergesellschaft, nach dem Vorbild von Craigslist einen Online-Kleinanzeigenmarktplatz unter dem Markennamen Kijiji, um neben der bestehenden Internetauktionsplattform ein lokales Consumer-to-Consumer-Netzwerk zu etablieren. Das Angebot richtete sich an die Nutzergruppe der Leser lokaler Anzeigenblätter und trat damit in Konkurrenz zu bereits bestehenden ähnlichen Webangeboten, wie z. B. Quoka und dhd24. Entsprechend alarmiert waren bei der Gründung Medienhäuser und Verlage und einige von ihnen gründeten noch im gleichen Jahr gemeinschaftlich das Kleinanzeigen-Portal markt.de.
Im Mai 2005 verschmolz intoko.de (hervorgegangen aus marktplaats.nl) und im Juni 2005 opusforum.org (ein in Wiesbaden ansässiger Kleinanzeigenmarkt) mit Kijiji. Kijiji und opusforum wurden von eBay über ein Jahr parallel betrieben und schließlich im August 2006 unter der Marke Kijiji gebündelt. Im März 2007 avancierte kijiji.de zum reichweitenstärksten Online-Kleinanzeigenmarkt in Deutschland.
Seit Anfang 2009 werden die Websites von der schon 1995 gegründeten Gesellschaft Marktplaats betrieben, die zu einem der umsatzstärksten Business-to-Consumer-Internet-Unternehmen in Deutschland wurde.
Im September 2009 fand ein Relaunch der ehemaligen deutschen Kijiji-Website unter dem Namen eBay Kleinanzeigen statt. Im März 2015 wurde sowohl der österreichische, als auch der schweizerische Kijiji-Marktplatz geschlossen und auf den jeweiligen Websites wird stattdessen zu anderen Kleinanzeigen-Portalen des Mutterkonzerns verlinkt.
Mitte 2020 verkaufte eBay sein Kleinanzeigen-Geschäft (darunter Kijiji und Mobile.de) an das norwegische Unternehmen Adevinta, das damit zum weltgrößten Anbieter im Online-Kleinanzeigen-Markt wurde.

## Geschäftsmodell
Das Portal finanziert sich über integrierte Werbung und Einnahmen aus den Inseraten.

## Wettbewerber
Auf dem deutschsprachigen Markt konkurriert das Unternehmen unter anderem mit den Kleinanzeigen-Portalen quoka.de, dhd24.com, markt.de, kalaydo, Meinestadt und Stadtlist.de. In Österreich hält Adevinta 50 % Anteil an willhaben.
Insbesondere im englischsprachigen Raum ist Craigslist stark verbreitet, an der wiederum eBay mit 28,4 Prozent beteiligt war. eBay hat jedoch im Jahre 2015 seine Anteile nach einem Gerichtsprozess zurück an Craigslist verkauft. Craigslist ist auch auf dem deutschen Markt aktiv, hat dort allerdings so gut wie keinen Erfolg. eBay Kleinanzeigen ist in den USA nicht vertreten, wohingegen Kijiji in Kanada sehr erfolgreich ist. Kijiji wurde in Deutschland in eBay Kleinanzeigen und später in Kleinanzeigen umbenannt.